# Yannick Fonsat
Yannick Fonsat (* 16. Juni 1988 in Paris) ist ein französischer Sprinter, der sich auf den 400-Meter-Lauf spezialisiert hat.
2007 wurde er bei den Halleneuropameisterschaften in Birmingham Vierter in der 4-mal-400-Meter-Staffel. Bei den Junioreneuropameisterschaften in Hengelo gewann er im Einzelbewerb Gold und in der Staffel Bronze.
2009 erreichte er bei den Halleneuropameisterschaften in Turin über 400 Meter das Halbfinale und wurde in der Staffel Sechster. Bei den Mittelmeerspielen holte er Bronze im Einzelbewerb und Silber in der Staffel und bei den U23-Europameisterschaften in Kaunas Gold im Einzelbewerb und Bronze in der Staffel. Bei den Weltmeisterschaften in Berlin kam er mit der französischen 4-mal-400-Meter-Stafette auf den siebten Platz.
2010 scheiterte er bei den Hallenweltmeisterschaften in Doha mit der französischen 4-mal-400-Meter-Stafette im Vorlauf. Bei den Europameisterschaften in Barcelona gelangte er über 400 Meter ins Halbfinale und wurde in der Staffel Sechster.
Bei den Europameisterschaften 2012 in Helsinki gewann er Bronze über 400 Meter und kam mit der französischen 4-mal-400-Meter-Stafette erneut auf den vierten Platz.
2014 kam er bei den World Relays in Nassau in der 4-mal-200-Meter-Staffel mit Christophe Lemaitre, Ben Bassaw und Ken Romain auf den dritten Platz, wobei das französische Quartett mit 1:20,66 min den aktuellen Europarekord aufstellte. Bei den Europameisterschaften in Zürich erreichte er das Halbfinale.
2011 und 2012 wurde er Französischer Meister über 400 Meter, 2012 Französischer Hallenmeister über 200 Meter.

## Persönliche Bestzeiten
- 60 m: 6,67 s, 25. Februar 2012, Aubière
- 100 m: 10,38 s, 1. Juli 2015, Paris
- 200 m: 20,59 s, 23. Juli 2014, La Roche-sur-Yon
  - Halle: 20,82 s, 26. Februar 2012, Aubière
- 400 m: 45,30 s, 9. Juni 2012,	Villeneuve-d’Ascq
  - Halle: 46,64 s, 29. Februar 2012, Metz